# Apoderado
Se denomina apoderado en derecho, a la persona que tiene la capacidad jurídica para actuar en nombre y por cuenta de otra.
El apoderamiento debe realizarse mediante lo que se denomina un poder. El poder es una manifestación unilaterial de la persona que lo otorga, y debe cumplir una serie de formalidades como, por ejemplo, debe ser autenticado ante notario. Se basa en la confianza de la persona sobre el apoderado, que podrá contratar y realizar acuerdos actuando directamente.
El poder puede abarcar diversos ámbitos de la capacidad jurídica de un sujeto, por lo que es importante delimitarlo lo suficiente como para que sea adecuado a las necesidades que motivan el poder, pero no se exceda de lo necesario.
En el poder se debe especificar las capacidades que son otorgadas al apoderado por parte del mandante o poderdante, quien podrá sustituirlo en cualquier momento.
Dentro de un proceso y por una sola de las partes no puede existir más de un apoderado. Cuando un poder es otorgado a varios apoderados se entenderá el primero como principal y los demás como sustituyentes.
Tiene gran relevancia en el ámbito de las personas jurídicas, dado que una persona jurídica no puede firmar por sí misma ni mediante sus administradores todos los acuerdos y puede necesitar acudir a apoderados para descentralizar la entrega del consentimiento.
En el mundo taurino, la figura del apoderado se corresponde a lo definido hasta aquí, pero hay una larga tradición en que el apoderamiento de un torero se acuerda con la sola palabra, lo que no siempre se ha prestado a la integridad. El acuerdo fija, por escrito o de palabra, normalmente, un porcentaje de ganancia del apoderado en los contratos que las empresas que rigen la gerencia de las plazas (que, a su vez, son propiedad normalmente de terceros: ayuntamientos, comunidades autónomas, maestranzas, S.L.s...) firman con los representantes de los toreros, que son sus apoderados. Como esos contratos muchas veces son abiertos, es decir, dependen del aforo vendido, es frecuente que los toreros no sepan con frecuencia lo que van a cobrar por sus actuaciones. Es también frecuente que los empresarios taurinos sean, a la vez, apoderados de uno o varios toreros, lo que suele implicar acuerdos de intercambios de contratación, que, a su vez repercute en la mayor dificultad de muchos toreros no adscritos a estos "clanes" para conseguir ser acartelados en las ferias taurinas.
- Datos: Q3827976